# دیتیوپیر
دیتیوپیر (به انگلیسی: Dithiopyr) با فرمول شیمیایی C۱۵H۱۶F۵NO۲S۲ یک ترکیب شیمیایی با شناسه پاب‌کم ۹۱۷۵۷ است. که جرم مولی آن ۴۰۱٫۴۲ g/mol می‌باشد. 